# Xã Hickman, Quận Scott, Arkansas
Xã Hickman (tiếng Anh: Hickman Township) là một xã thuộc quận Scott, tiểu bang Arkansas, Hoa Kỳ. Năm 2010, dân số của xã này là 5.362 người.